# Tetramorium sinensis
Tetramorium sinensis (лат.) — вид муравьёв рода Tetramorium из подсемейства мирмицины (Myrmicinae, Formicidae). Обнаружены в Китае в одном гнезде вместе с Diacamma rugosum (род Diacamma), с которым предположительно, находится в парабиотических отношениях.

## Распространение
Китай: провинция Гуандун.

## Описание
Мелкие муравьи коричневого цвета. Длина головы рабочих 0,59—0,64 мм, длина груди 0,68—0,72 мм. Усики 12-члениковые. Голова в анфас субпрямоугольная, немного длиннее ширины, продольно полосатая от края наличника до середины головы, латеральная и задняя часть головы слабо сетчатая; глаза маленькие, с 3-4 омматидиями в наибольшем радиусе. Мезосома при виде сбоку продольно скульптурирована, переднеспинка слабо сетчатая; при виде сбоку отчётливо плотно поперечно скульптурирована, проподеальные шипы короткие треугольные и прямые. Проподеальные доли угловатые. Петиоль в дорсальном виде круглый, в длину такой же, как в ширину.
Tetramorium sinensis имеет сходство с Tetramorium jarawa (видовая группа Tetramorium inglebyi) благодаря наличию сходных продольных полос в лобной области и задней части головы, слегка сетчатых при виде головы анфас. Однако его можно отличить от последнего по боковым сторонам мезосомы с поперечными полосами (в то время как у T. jarawa она полностью сетчато-пунктированная), проподеальным шипам, коротким треугольным, длиной до ширины в базальной части и прямым кончиком (в то время как у T. jarawa проподеальные шипы длинные, значительно длиннее ширины в базальной части и кончик вздёрнут). На спинном виде петиоль T. sinensis такой же длинный, как и широкий, что отличает его от T. jarawa, у которого петиоль длиннее своей ширины.

## Биология
Вид Tetramorium sinensis был многократно собран из гнёзд «безматочного» муравья Diacamma rugosum (род Diacamma) в почве плантационного леса в горном парке Фэнхуан, Шакси (город Чжуншань, провинция Гуандун, Китай). Поэтому, чтобы проверить их родство были проведены детальные раскопки одного из гнёзд. Используя мотыгу и кирку для определения направления движения муравья, по возможности не повреждая муравьиных троп, небольшие инструменты, такие как пинцеты и ложки, были использованы для отслеживания муравьиного пути. После интенсивных 6-часовых раскопок мирмекологи обнаружили и D. rugosum, и T. sinensis в одном и том же гнезде на глубине 1,4 м. После удаления неглубокого слоя рыхлой почвы стало видно основное гнездо T. sinensis.
Судя по наблюдаемым фактам, эти два вида имеют общие муравьиные тропы и обитают в одном гнезде, однако T. sinensis строит своё собственное гнездо и выращивает расплод, что позволяет предположить, что T. sinensis может проявлять парабиоз в гнезде D. rugosum. В пользу этого предположения говорит, прежде всего, крупный тип тела и численность D. rugosum, что позволяет предположить, что T. sinensis вряд ли может служить достаточной пищей для D. rugosum. Поэтому предварительно полагается, что T. sinensis может питаться оставленными D. rugosum пищевыми отходами и разделять кормовые тропы. Однако способ или путь, по которому T. sinensis попадает в гнездо D. rugosum, остаётся неясным и необходимы длительные наблюдения.